# Lamar (Oklahoma)
Lamar – miasto w Stanach Zjednoczonych, w stanie Oklahoma, w hrabstwie Hughes.